# Fussball-Club Rot-Weiß Erfurt 2002-2003
Questa voce raccoglie le informazioni riguardanti il Fussball-Club Rot-Weiß Erfurt nelle competizioni ufficiali della stagione 2002-2003.

## Stagione
Nella stagione 2002-2003 il Rot Weiss Erfurt, allenato da Jens Große, Michael Feichtenbeiner e Alois Schwartz, concluse il campionato di Regionalliga sud al 9º posto. In Coppa di Germania il Rot Weiss Erfurt fu eliminato al primo turno dall'Eintracht Francoforte.

## Rosa
| N. |                                 | Ruolo | Calciatore           |
| -- | ------------------------------- | ----- | -------------------- |
| 1  | Rep. Ceca (bandiera)            | P     | René Twardzik        |
| 2  | Germania (bandiera)             | D     | Tino Gerke           |
| 4  | Germania (bandiera)             | C     | Patrick Hornung      |
| 5  | Germania (bandiera)             | C     | Carsten Sträßer      |
| 6  | Bosnia ed Erzegovina (bandiera) | C     | Bruno Akrapović      |
| 7  | Polonia (bandiera)              | C     | Jakub Lisek          |
| 8  | Germania (bandiera)             | C     | Björn Laars          |
| 9  | Germania (bandiera)             | A     | Björn Sesselmann     |
| 10 | Bosnia ed Erzegovina (bandiera) | C     | Branko Okic          |
| 11 | Germania (bandiera)             | A     | Ronny Hebestreit     |
| 13 | Germania (bandiera)             | D     | Sebastian Mees       |
| 14 | Germania (bandiera)             | A     | Enis Dzihic          |
| 15 | Polonia (bandiera)              | A     | Tomasz Szewczuk      |
| 16 | Germania (bandiera)             | C     | Sebastian Hartung    |
| 17 | Germania (bandiera)             | C     | Torsten Raspe        |
| 18 | Germania (bandiera)             | A     | Georg-Martin Leopold |

| N. |                     | Ruolo | Calciatore       |
| -- | ------------------- | ----- | ---------------- |
| 19 | Germania (bandiera) | C     | Silvio Pätz      |
| 20 | Germania (bandiera) | A     | Christian Müller |
| 21 | Germania (bandiera) | C     | Torsten Ziegner  |
| 22 | Germania (bandiera) | D     | Danny Bach       |
| 23 | Germania (bandiera) | A     | Henri Fuchs      |
| 24 | Germania (bandiera) | C     | Martin Greil     |
| 26 | Germania (bandiera) | P     | Daniel Rothe     |
| 27 | Germania (bandiera) | A     | Robert Fischer   |
| 28 | Germania (bandiera) | D     | Norman Loose     |
| 29 | Germania (bandiera) | D     | Thomas Gansauge  |
| 30 | Germania (bandiera) | P     | Christian Apel   |
| 31 | Germania (bandiera) | C     | Tony Schnuphase  |
|    | Germania (bandiera) | D     | Tobias Busse     |
|    | Germania (bandiera) | C     | Michael Franz    |
|    | Germania (bandiera) | C     | Mathias Held     |
|    | Germania (bandiera) | A     | Robert Freitag   |

## Organigramma societario
Area tecnica
- Allenatore: Alois Schwartz
- Allenatore in seconda:
- Preparatore dei portieri:
- Preparatori atletici:
- Analisi video:

## Calciomercato

### Sessione estiva
| Acquisti | Acquisti             | Acquisti            | Acquisti |
| R.       | Nome                 | da                  | Modalità |
| -------- | -------------------- | ------------------- | -------- |
| A        | Enis Dzihic          | VfR Mannheim        |          |
| C        | Patrick Hornung      | Wehen Wiesbaden     |          |
| C        | Björn Laars          | Babelsberg          |          |
| A        | Georg-Martin Leopold | FSV Wacker 03 Gotha |          |
| C        | Branko Okic          | Aalen               |          |

| Cessioni | Cessioni            | Cessioni                 | Cessioni |
| R.       | Nome                | a                        | Modalità |
| -------- | ------------------- | ------------------------ | -------- |
| A        | Mark Dittgen        | Röchling Völklingen      |          |
| C        | Jörg Emmerich       | Erzgebirge Aue           |          |
| D        | Tobias Friedrich    | Sachsen Lipsia           |          |
| C        | Karsten Oswald      | Bayern Monaco II         |          |
| P        | Robert Reschke      | Eisenhüttenstädter Stahl |          |
| D        | Dennis Scharrenburg | Kozakken Boys            |          |
| A        | Alexander Schiller  | Gütersloh                |          |
| A        | Frank Seifert       | Dresdner SC              |          |

### Sessione invernale
| Acquisti | Acquisti        | Acquisti        | Acquisti |
| R.       | Nome            | da              | Modalità |
| -------- | --------------- | --------------- | -------- |
| C        | Bruno Akrapović | Energie Cottbus |          |

| Cessioni | Cessioni | Cessioni | Cessioni |
| R.       | Nome     | a        | Modalità |
| -------- | -------- | -------- | -------- |

## Risultati

### Regionalliga

#### Girone di andata
| 27 luglio 2002 1ª giornata |  | – turno di riposo |  |  |

| Arbitro: | Trautmann |

|                     |           |             |
| Dzihic 44’ Okic 64’ | Marcatori | 48’ Popović |

| Pfullendorf 3 agosto 2002, ore 14:30 CEST 3ª giornata | Pfullendorf | 0 – 0 referto | Rot-Weiß Erfurt | Waldstadion an der Kasernenstraße (1 750 spett.)\| Arbitro: \| Fleischer \| |
| Arbitro:                                              | Fleischer   |               |                 |                                                                             |

| Arbitro: | Raquet |

|                       |           |                           |
| Dzihic 8’ Ziegner 22’ | Marcatori | 57’ Coulibaly 70’ Stadler |

| Arbitro: | Pickel |

|             |           |                                        |
| Oelkuch 44’ | Marcatori | 22’ Ziegner 68’ Dzihic 72’ (rig.) Bach |

| Arbitro: | Albrecht |

|                          |           |                        |
| Hebestreit 66’, 78’, 88’ | Marcatori | 76’ (rig.) van Buskirk |

| Darmstadt 24 agosto 2002, ore 14:30 CEST 7ª giornata | Darmstadt | 0 – 0 referto | Rot-Weiß Erfurt | Stadion am Böllenfalltor (6 041 spett.)\| Arbitro: \| Kircher \| |
| Arbitro:                                             | Kircher   |               |                 |                                                                  |

| Arbitro: | Greipl |

|                |           |             |
| Hebestreit 88’ | Marcatori | 69’ Diakité |

| Arbitro: | Wezel |

|                         |           |              |
| Mansfeld 76’ Ottiji 83’ | Marcatori | 56’ Gansauge |

| Arbitro: | Wagner |

|                                     |           |                      |
| Hebestreit 6’ Fuchs 17’ Hartung 81’ | Marcatori | 45’ Braun 89’ Obinna |

| Arbitro: | Kammerer |

|                                    |           |  |
| Vaccaro 40’ Copado 58’, 60’ (rig.) | Marcatori |  |

| Arbitro: | Hofmann |

|                             |           |             |
| Hornung 38’ Bach 85’ (rig.) | Marcatori | 35’ Ollhoff |

| Arbitro: | Drees |

|                                 |           |  |
| Tölcseres 11’, 29’ Gfreiter 47’ | Marcatori |  |

| Arbitro: | Perl |

|               |           |         |
| Okic 35’, 66’ | Marcatori | 6’ Koch |

| Arbitro: | Probst |

|                |           |                |
| Trochowski 85’ | Marcatori | 10’ Hebestreit |

| Arbitro: | Polony |

|                            |           |                |
| Raspe 30’ Sträßer 45’, 77’ | Marcatori | 43’, 48’ Silva |

| Arbitro: | Wezel |

|                     |           |                |
| Barletta 73’ (rig.) | Marcatori | 45’ Hebestreit |

| Arbitro: | Iaccarino |

|                                                       |           |  |
| Fuchs 6’, 89’ Hebestreit 18’ Gansauge 26’ Leopold 83’ | Marcatori |  |

| Arbitro: | Lange |

|                            |           |                             |
| Kriegshäuser 3’ Flausse 5’ | Marcatori | 8’ (aut.) Flausse 50’ Fuchs |

#### Girone di ritorno
| 23 novembre 2002 20ª giornata |  | – turno di riposo |  |  |

| Arbitro: | Brombacher |

|                            |           |          |
| Popović 45’, 89’ Delic 57’ | Marcatori | 62’ Bach |

| Erfurt 7 dicembre 2002, ore 14:00 CET 22ª giornata | Rot-Weiß Erfurt | 0 – 0 referto | Pfullendorf | Steigerwaldstadion (2 050 spett.)\| Arbitro: \| Reuß \| |
| Arbitro:                                           | Reuß            |               |             |                                                         |

| Augusta 1º marzo 2003, ore 14:30 CET 23ª giornata | Augusta | 0 – 0 referto | Rot-Weiß Erfurt | Rosenaustadion (2 100 spett.)\| Arbitro: \| Wagner \| |
| Arbitro:                                          | Wagner  |               |                 |                                                       |

| Erfurt 7 marzo 2003, ore 19:30 CET 24ª giornata | Rot-Weiß Erfurt | 0 – 0 referto | Saarbrücken | Steigerwaldstadion (8 215 spett.)\| Arbitro: \| Welz \| |
| Arbitro:                                        | Welz            |               |             |                                                         |

| Arbitro: | Bielmeier |

|                  |           |             |
| Bettenstaedt 10’ | Marcatori | 69’ Ziegner |

| Arbitro: | Maier |

|                               |           |           |
| Sträßer 4’ Ziegner 56’ (rig.) | Marcatori | 46’ Maier |

| Arbitro: | Fleischer |

|  |           |                |
|  | Marcatori | 88’ Hebestreit |

| Arbitro: | Viktora |

|                     |           |  |
| Dzihic 48’ Pätz 85’ | Marcatori |  |

| Arbitro: | Raquet |

|                                   |           |                   |
| Obinna 14’, 90’ Eckhardt 63’, 73’ | Marcatori | 27’ Okic 90’ Bach |

| Arbitro: | Trautmann |

|               |           |                                        |
| Hebestreit 6’ | Marcatori | 30’ (aut.) Raspe 58’ Leitl 72’ Seifert |

| Arbitro: | Walz |

|           |           |  |
| Throm 84’ | Marcatori |  |

| Arbitro: | Drees |

|                |           |  |
| Hebestreit 65’ | Marcatori |  |

| Arbitro: | Palilla |

|                |           |  |
| Adzic 57’, 72’ | Marcatori |  |

| Erfurt 9 maggio 2003, ore 19:30 CEST 34ª giornata | Rot-Weiß Erfurt | 0 – 0 referto | Bayern Monaco II | Steigerwaldstadion (2 640 spett.)\| Arbitro: \| Kristek \| |
| Arbitro:                                          | Kristek         |               |                  |                                                            |

| Taunusstein 17 maggio 2003, ore 14:30 CEST 35ª giornata | Wehen  | 0 – 0 referto | Rot-Weiß Erfurt | Am Halberg (450 spett.)\| Arbitro: \| Sahler \| |
| Arbitro:                                                | Sahler |               |                 |                                                 |

| Arbitro: | Greipl |

|             |           |                         |
| Ziegner 68’ | Marcatori | 9’ (rig.), 25’ Barletta |

| Arbitro: | Braun |

|                   |           |             |
| Theres 72’ (rig.) | Marcatori | 73’ Sträßer |

| Arbitro: | Welz |

|  |           |                              |
|  | Marcatori | 8’ (rig.) Scholze 68’ Bucher |

### Coppa di Germania
| Arbitro: | Weiner |

|                     |           |                                    |
| Dzihic 52’ Okic 85’ | Marcatori | 17’ Guié-Mien 68’ Jones 118’ Skela |

## Statistiche

### Statistiche di squadra
| Competizione      | Punti | In casa | In casa | In casa | In casa | In casa | In casa | In trasferta | In trasferta | In trasferta | In trasferta | In trasferta | In trasferta | Totale | Totale | Totale | Totale | Totale | Totale | DR |
| Competizione      | Punti | G       | V       | N       | P       | Gf      | Gs      | G            | V            | N            | P            | Gf           | Gs           | G      | V      | N      | P      | Gf     | Gs     | DR |
| ----------------- | ----- | ------- | ------- | ------- | ------- | ------- | ------- | ------------ | ------------ | ------------ | ------------ | ------------ | ------------ | ------ | ------ | ------ | ------ | ------ | ------ | -- |
| Regionalliga sud  | 50    | 18      | 10      | 5       | 3       | 30      | 19      | 18           | 2            | 9            | 7            | 14           | 25           | 36     | 12     | 14     | 10     | 44     | 44     | 0  |
| Coppa di Germania | -     | 1       | 0       | 0       | 1       | 2       | 3       | 0            | 0            | 0            | 0            | 0            | 0            | 1      | 0      | 0      | 1      | 2      | 3      | -1 |
| Totale            | 50    | 19      | 10      | 5       | 4       | 32      | 22      | 18           | 2            | 9            | 7            | 14           | 25           | 37     | 12     | 14     | 11     | 46     | 47     | -1 |

### Andamento in campionato
| Giornata  | 1  | 2 | 3  | 4 | 5 | 6 | 7 | 8 | 9 | 10 | 11 | 12 | 13 | 14 | 15 | 16 | 17 | 18 | 19 | 20 | 21 | 22 | 23 | 24 | 25 | 26 | 27 | 28 | 29 | 30 | 31 | 32 | 33 | 34 | 35 | 36 | 37 | 38 |
| --------- | -- | - | -- | - | - | - | - | - | - | -- | -- | -- | -- | -- | -- | -- | -- | -- | -- | -- | -- | -- | -- | -- | -- | -- | -- | -- | -- | -- | -- | -- | -- | -- | -- | -- | -- | -- |
| Luogo     |    | C | T  | C | T | C | T | C | T | C  | T  | C  | T  | C  | T  | C  | T  | C  | T  |    | T  | C  | T  | C  | T  | C  | T  | C  | T  | C  | T  | C  | T  | C  | T  | C  | T  | C  |
| Risultato |    | V | N  | N | V | V | N | N | P | V  | P  | V  | P  | V  | N  | V  | N  | V  | N  |    | P  | N  | N  | N  | N  | V  | V  | V  | P  | P  | P  | V  | P  | N  | N  | P  | N  | P  |
| Posizione | 12 | 9 | 10 | 8 | 3 | 3 | 5 | 4 | 5 | 4  | 4  | 4  | 6  | 5  | 4  | 3  | 3  | 3  | 3  | 3  | 4  | 7  | 7  | 7  | 7  | 4  | 3  | 3  | 4  | 5  | 6  | 5  | 7  | 7  | 7  | 7  | 7  | 9  |

Legenda:

Luogo: C = Casa; T = Trasferta. Risultato: V = Vittoria; N = Pareggio; P = Sconfitta.

### Statistiche dei giocatori
| Giocatore     | Regionalliga sud | Regionalliga sud | Regionalliga sud | Regionalliga sud | Coppa di Germania | Coppa di Germania | Coppa di Germania | Coppa di Germania | Totale   | Totale | Totale      | Totale     |
| Giocatore     | Presenze         | Reti             | Ammonizioni      | Espulsioni       | Presenze          | Reti              | Ammonizioni       | Espulsioni        | Presenze | Reti   | Ammonizioni | Espulsioni |
| ------------- | ---------------- | ---------------- | ---------------- | ---------------- | ----------------- | ----------------- | ----------------- | ----------------- | -------- | ------ | ----------- | ---------- |
| B. Akrapović  | 9                | 0                | 1                | 0                | 0                 | 0                 | 0                 | 0                 | 9        | 0      | 1           | 0          |
| C. Apel       | 2                | 0                | 0                | 0                | 1                 | 0                 | 0                 | 0                 | 3        | 0      | 0           | 0          |
| D. Bach       | 31               | 4                | 8                | 0                | 1                 | 0                 | 0                 | 0                 | 32       | 4      | 8           | 0          |
| T. Busse      | 1                | 0                | 0                | 0                | 0                 | 0                 | 0                 | 0                 | 1        | 0      | 0           | 0          |
| E. Dzihic     | 29               | 4                | 6                | 0                | 1                 | 1                 | 0                 | 0                 | 30       | 5      | 6           | 0          |
| R. Fischer    | 3                | 0                | 1                | 0                | 0                 | 0                 | 0                 | 0                 | 3        | 0      | 1           | 0          |
| M. Franz      | 0                | 0                | 0                | 0                | 0                 | 0                 | 0                 | 0                 | 0        | 0      | 0           | 0          |
| R. Freitag    | 1                | 0                | 0                | 0                | 0                 | 0                 | 0                 | 0                 | 1        | 0      | 0           | 0          |
| H. Fuchs      | 19               | 4                | 4                | 0                | 1                 | 0                 | 0                 | 0                 | 20       | 4      | 4           | 0          |
| T. Gansauge   | 29               | 2                | 3                | 0                | 1                 | 0                 | 0                 | 0                 | 30       | 2      | 3           | 0          |
| T. Gerke      | 2                | 0                | 0                | 0                | 0                 | 0                 | 0                 | 0                 | 2        | 0      | 0           | 0          |
| M. Greil      | 2                | 0                | 0                | 0                | 0                 | 0                 | 0                 | 0                 | 2        | 0      | 0           | 0          |
| S. Hartung    | 15               | 1                | 0                | 0                | 0                 | 0                 | 0                 | 0                 | 15       | 1      | 0           | 0          |
| R. Hebestreit | 30               | 11               | 10               | 0                | 1                 | 0                 | 0                 | 0                 | 31       | 11     | 10          | 0          |
| M. Held       | 1                | 0                | 0                | 0                | 0                 | 0                 | 0                 | 0                 | 1        | 0      | 0           | 0          |
| P. Hornung    | 24               | 1                | 8                | 0                | 1                 | 0                 | 0                 | 0                 | 25       | 1      | 8           | 0          |
| B. Laars      | 25               | 0                | 2                | 1                | 1                 | 0                 | 0                 | 0                 | 26       | 0      | 2           | 1          |
| G. Leopold    | 14               | 1                | 1                | 0                | 0                 | 0                 | 0                 | 0                 | 14       | 1      | 1           | 0          |
| J. Lisek      | 0                | 0                | 0                | 0                | 0                 | 0                 | 0                 | 0                 | 0        | 0      | 0           | 0          |
| N. Loose      | 32               | 0                | 6                | 2                | 1                 | 0                 | 0                 | 0                 | 33       | 0      | 6           | 2          |
| S. Mees       | 18               | 0                | 2                | 0                | 0                 | 0                 | 0                 | 0                 | 18       | 0      | 2           | 0          |
| C. Müller     | 4                | 0                | 0                | 0                | 0                 | 0                 | 0                 | 0                 | 4        | 0      | 0           | 0          |
| B. Okic       | 35               | 4                | 2                | 0                | 1                 | 1                 | 0                 | 0                 | 36       | 5      | 2           | 0          |
| S. Pätz       | 18               | 1                | 0                | 0                | 1                 | 0                 | 0                 | 0                 | 19       | 1      | 0           | 0          |
| T. Raspe      | 32               | 1                | 6                | 1                | 0                 | 0                 | 0                 | 0                 | 32       | 1      | 6           | 1          |
| D. Rothe      | 6                | 0                | 0                | 0                | 0                 | 0                 | 0                 | 0                 | 6        | 0      | 0           | 0          |
| T. Schnuphase | 1                | 0                | 1                | 0                | 0                 | 0                 | 0                 | 0                 | 1        | 0      | 1           | 0          |
| B. Sesselmann | 2                | 0                | 0                | 0                | 0                 | 0                 | 0                 | 0                 | 2        | 0      | 0           | 0          |
| C. Sträßer    | 33               | 4                | 4                | 0                | 1                 | 0                 | 0                 | 0                 | 34       | 4      | 4           | 0          |
| T. Szewczuk   | 2                | 0                | 0                | 0                | 0                 | 0                 | 0                 | 0                 | 2        | 0      | 0           | 0          |
| R. Twardzik   | 31               | 0                | 1                | 2                | 0                 | 0                 | 0                 | 0                 | 31       | 0      | 1           | 2          |
| T. Ziegner    | 35               | 5                | 4                | 0                | 1                 | 0                 | 1                 | 0                 | 36       | 5      | 5           | 0          |